# Ornithocheiridae
Ornithocheiridae é uma família de pterossauros.

## Gêneros
Listagem de acordo com a classificação proposta por Unwin (2006), exceto quando especificado.
- Família Ornithocheiridae
  - Aetodactylus[1]
  - Anhanguera
  - Arthurdactylus
  - Brasileodactylus
  - Caulkicephalus
  -  ?Cearadactylus
  - Coloborhynchus
  - Haopterus
  - Liaoningopterus
  - Liaoxipterus
  - Ludodactylus
  - Ornithocheirus (type)
  -  ?Siroccopteryx[2]
  -  ?Uktenadactylus[2]